# Патрикий (фрегат, 1819)
Патри́кий — парусный фрегат Российского императорского флота. 44-пушечный фрегат типа «Спешный». Заложен 18 февраля 1818 на Соломбальской верфи. Строитель A. M. Курочкин. Спущен 31 июля 1819, в личном присутствии императора Александра I, вошел в состав Балтийского флота.

## Основные характеристики
- Водоизмещение = около 1950 т[1];
- Длина по верхней палубе = 48,6 м[1];
- Ширина по мидель-шпангоуту = 12,7 м[1];
- Осадка = 3,9 м[1];
- Арт. вооружение = 44 ор[1]. (24-фн — по штату[2]);
- Экипаж = 340/430 человек[1].

## Служба
- В 1820 в составе отряда перешел из Архангельска в Кронштадт.
- В 1823 и 1825 в составе эскадр находился в практических плаваниях в Балтийском море.
- В 1826 в составе эскадры адмирала Р. В. Кроуна ходил в практическое плавание в Северное море до Доггер-банки.
- Разобран в 1827 в Кронштадте[1].

Командиры:
- И. Г. Бачманов (1819—1820);
- П. А. Караулов (1823);
- Г. И. Платер (1825);
- П. И. Тыртов (1826)[1].